# Taḫurpa
Taḫurpa (hethitisch: URUta-ḫur-pa; hattisch Tāḫurwa) war eine häufig genannte hethitische Stadt, die zwischen der hethitischen Hauptstadt Ḫattuša und der Kultstadt Arinna lag. Der Ort war bereits in altassyrischen Texten aus Kültepe als Taḫuruwa bekannt und war damals ein Handelszentrum.

## Lage
Mit dem Wagen konnte der Weg von Ḫattuša nach Taḫurpa in einem Tag hin und zurück bewältigt werden, während die Stadt Arinna in Marschweite der Stadt lag.
Vorgeschlagen wird eine Identifizierung mit dem archäologischen Fundplatz Eskiyapar Höyük, welcher 25 Kilometer nordöstlich von Ḫattuša lag und 20 km südöstlich von Alacahöyük, das vermutlich Arinna war. Archäologische Funde zeigen, dass in vorhethitischer Zeit der Ort Eskiyapar Höyük ein wichtiger Ort war, wohl ein Handelszentrum. Bedeutend ist zudem der Fund einer mittelhethitischen Keilschrifttafel in Eskiyapar Höyük im Jahr 2011, mit der Nennung der Städte Taḫurpa und Arinna.

## Kulte
Taḫurpa war die erste Stadt, wohin der König und die Königin mit der Kutsche fuhren, sobald es Frühling wurde und das AN.TAḪ.ŠUM-Fest eingeleitet wurde, entweder aus Ḫattuša selbst oder aus einer Stadt, in der das Königspaar den Winter verbrachte. Hier wurde die „Große Versammlung“ einberufen. Anderntags begab sich dann das Königspaar nach Ḫattuša.
Die Stadt Taḫurpa wurde auch während des nuntarriyašḫaš-Fests aufgesucht, und zwar am vierten und nochmals am fünfzehnten Tag.
Die Hauptgottheit war Ammamma bzw. Mamma von Taḫurpa, der Sauerbrot geopfert wurde, wobei hattische Lieder gesungen wurden; genannt werden ein Sänger und mehrere Sängerinnen. War das Ritual abgeschlossen, marschierte der König nach Arinna. Eine andere Gottheit wurde Taḫurpistanu (hattisch: „Taḫurpa-Sonne“) genannt.